# Angiola Maria Romanini
Angiola Maria Romanini (Legnano, 26 febbraio 1926 – Roma, 18 gennaio 2002) è stata una storica dell'arte italiana.
I suoi studi riguardavano l'arte longobarda e l'architettura romanica e gotica, con particolare attenzione per quella degli ordini monastici. Fondò e diresse nel 1983, la rivista Arte medievale e l'Enciclopedia dell'arte medievale dell'Istituto della Enciclopedia Italiana.

## Carriera
Ha svolto l'attività di professoressa di Storia dell'arte medievale nell'Università degli Studi di Pavia, e a La Sapienza di Roma dal 1972. Dal 1987 è stata accademica dei Lincei, e in seguito, della Pontificia accademia di archeologia e storia dell'arte e della Österreichische Akademie der Wissenschaften di Vienna.
È stata inoltre, consigliere del Presidente della Repubblica per la conservazione del patrimonio artistico, membro della Commissione permanente per la tutela dei monumenti storici e artistici della Santa Sede e membro del Comitato internazionale per la salvaguardia della Torre di Pisa.